# Видак Масловарић
Видак М. Масловарић, рођен 1950. године у Божићима код Андријевице, српски је песник, романсијер, драмски писац, антологичар, књижевни критичар и есејист. 

## Биографија
По академском образовању је професор француског језика и књижевности, а по занимању новинар. Већи дeо радног века провео је у Радио Београду. Ауторски је поставио, уређивао и водио култну емисију Доживети стоту Првог програма Радио Београда, а у краћем периоду и телевизијску емисију Треће доба, на Првом и Другом програму РТС. У Радио Београду је обављао послове уредника Образовног програма и заменика главног и одговорног уредника Првог програма.
Члан је Удружења новинара Србије, Удружења књижевника Србије, Удружења књижевника Црне Горе и Српске књижевне задруге. Члан је Управног одбора у два мандата и потпредседник Удружења књижевника Србије. Одговорни је уредник култне трибине Удружења књижевника Србије  „Француска 7”. 
Живи и ствара у Београду.         

## Објављене књиге (избор)
- Затварање круга, драма, Београд: Чигоја штампа; М. Вучинић, 2016. 978-86-531-0244-9[3]
- Ветар у реверу, поезија, Ириг: Српска читаоница, 1995.[3]
- Други круг, поезија, Београд: „Филип Вишњић”, 1999. 86-7363-229-3[3]
- Пробуди се, поезија, Београд: Удружење параплегичара - Беофеникс, 2017. 978-86-6018-003-4[3]
- Тумачење сна, поезија
- Књиговенчани читач, поезија, Београд: „Филип Вишњић”, 2018. 978-86-6309-207-5
- Невидљиви изумитељи будућности, поезија, Београд: „Филип Вишњић”, 2021. 978-86-6309-243-3
- Непоменик, роман, Београд: Просвета, 2013.; Удружење књижевника Црне Горе, 2023. 978-9940-42-068-0[3]
- О магији речи 1, 2, критике - есеји, Београд: „Филип Вишњић”, 2019. 978-86-6309-222-8
- Фигуре у тексту - градови у фокусу, антологија српских песника рођених у периоду 1946-1996, коаутор са Миљурком Вукадиновићем и Раденком Бјелановићем[4]
- Критика о прози Добрашина Јелића, Београд: Партенон, 2019. 978-86-7157-856-1
- Брк у Брк, избор из књижевности Раденка Бјелановића, Крагујевац: Кораци, 2019. 978-86-86685-84-1
- Приређивач три антологије и три избора из књижевности других аутора.

Поезија, критике и есеји превођени су му на енглески, немачки, француски, руски, арапски, румунски, словачки, мађарски, македонски и ромски језик. 

## Књижевне награде и признања
- Вукова награда[5]
- Повеља за животно дело Удружења књижевника Србије
- Плакета „Симо Матавуљ“ Удружења књижевника Србије
- Награда „Јанко Веселиновић” Удружења књижевника Србије, за историјски роман
- Награда „Марко Миљанов”, Удружења књижевника Црне Горе, за роман „Непоменик”[6]
- Награда „Благодарје” Удружења књижевника Србије, за трајни допринос угледу и развоју Удружења
- Награда „Златна значка” Културно-просветне заједнице Србије
- Награда „Златни беочуг” Града Београда, за трајни допринос на унапређењу културе града
- Међународна књижевна награда „Повеља Мораве”
- Награда „Милан Богдановић”, за најбољу књижевну критику у Србији у 2021. години[7]
- Награда „Златна струна”, Смедеревске песничке јесени
- Награда „Лазар Вучковић”, за поезију[8]
- Награда „Песничко успеније” за несебично ангажовање н афирмацију духовних вредности Косова и Метохије
- Признање „Немањин жиг” Удружења књижевника Црне Горе за трајни допринос угледу и развоју удружења
- Повеља Министарства културе и Удружења књижевника Србије „Цар Константин и Царица Јелена”, за немерљив национални допринос српској писаној речи
- Признање „Раваничанин” Српске духовне академије Параћин, за животно дело
- Високо признање Интернационалне академије „Иво Андрић” за најбољу књигу критика и есеја „О магији речи”
- „Печат Кнеза Лазара” за духовност у поезији
- Награда „Ђурин шешир” за најбољу песничку књигу
- Међународна награда „Орфеј са Дунава”, за целокупно стваралаштво
- Међународна награда за најбољу песму објављену на сајту „Универзална поезија” у Тунису
- „Златна повеља” Српске духовне академије Параћин
- Награда „Војислав Брковић” за најбољу песничку књигу „Невидљиви изумитељи будућности” (преведена на словачки, руски, француски и мађарски језик)
- Међународна књижевна награда „Aполон” за укупно стваралаштво
- Лимске вечери поезије за 1976. годину
- Диплома Међународног фестивала поезије за децу „Булка”
- Заступљен је у три песничке антологије